# Churchill Crocodile
El Churchill Crocodile era un tanque lanzallamas británico de finales de la Segunda Guerra Mundial, una variante de distintos modelos del tanque Churchill, aunque el Churchill Mark IV fue inicialmente elegido como vehículo base.
El Crocodile fue presentado como uno de los vehículos blindados especializados desarrollados bajo la dirección del Mayor-General Percy Hobart, informalmente conocidos como "Hobart's Funnies". Fue producido a partir de octubre de 1943, a tiempo para la invasión de Normandía.

## Diseño y desarrollo
Desde el principio de la guerra, hubo experimentos con el montaje de lanzallamas en vehículos británicos; lo que llevó a desarrollar vehículos como el Cockatrice, el Basilisk y el Wasp (este último, un lanzallamas instalado sobre un Universal Carrier). El Churchill Oke, un lanzallamas sobre el Churchill Mark II desarrollado por un oficial del Real Regimiento de Tanques, fue probado operacionalmente en la batalla de Dieppe. El trabajo de desarrollo paralelo fue llevado a cabo por el Departamento de Guerra del Petróleo, la compañía AEC y el Ministerio de Suministros (MoS) en los tanques del tipo Valentine. El Departamento de Diseño de Tanques prefería el Churchill (que era el sucesor del carro de combate de infantería de la Primera Guerra Mundial), al Valentine, como base para un trabajo posterior.
El General Percy Hobart vio una demostración del Crocodile en 1943 y presionó al Ministerio de Defensa para que produjera un plan de desarrollo y el Jefe de Estado General agregó los lanzallamas al plan de la 79 División.

## Diseño final

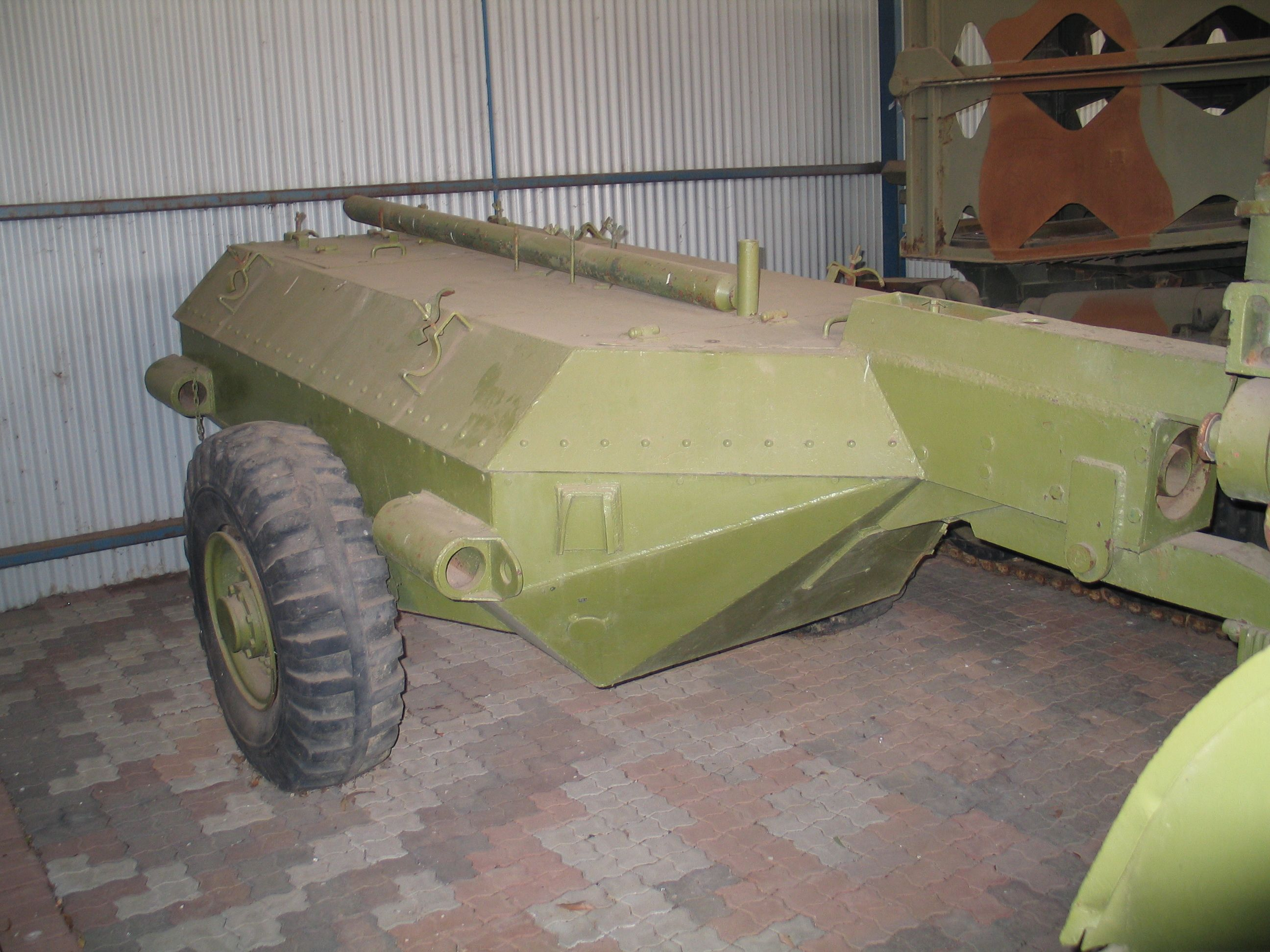
Remolque con combustible del Churchill Crocodile, Museo del Ejército Real Australiano (2007)

El equipo lanzallamas fue producido como un complemento que los técnicos del cuerpo de ingenieros podían instalar en el campo, convirtiendo cualquier Churchill Mk VII disponible. El equipo de conversión consistía en el remolque, una tubería blindada instalada en la parte inferior del tanque y en el proyector (que reemplazaba la ametralladora Besa) montado en el casco. Por lo tanto, el Crocodile todavía podía funcionar como un tanque artillero, con su cañón QF 75 mm montado en la torreta.
De los 800 equipos producidos, 250 se mantuvieron en reserva para posibles operaciones contra los japoneses. El resto fue suficiente para equipar tres regimientos de tanques, así como entrenamiento y reemplazos para bajas en el campo de batalla.
El remolque blindado de seis toneladas y media del Crocodile transportaba 400 galones (1800 l) de fuel y el propelente a base de nitrógeno comprimido. Este volumen era suficiente para lanzar ochenta ráfagas de un segundo. El remolque, conectado al tanque por un acoplamiento blindado de tres vías, podría ser desprendido desde el interior del tanque en caso de necesidad.

## Lanzallamas

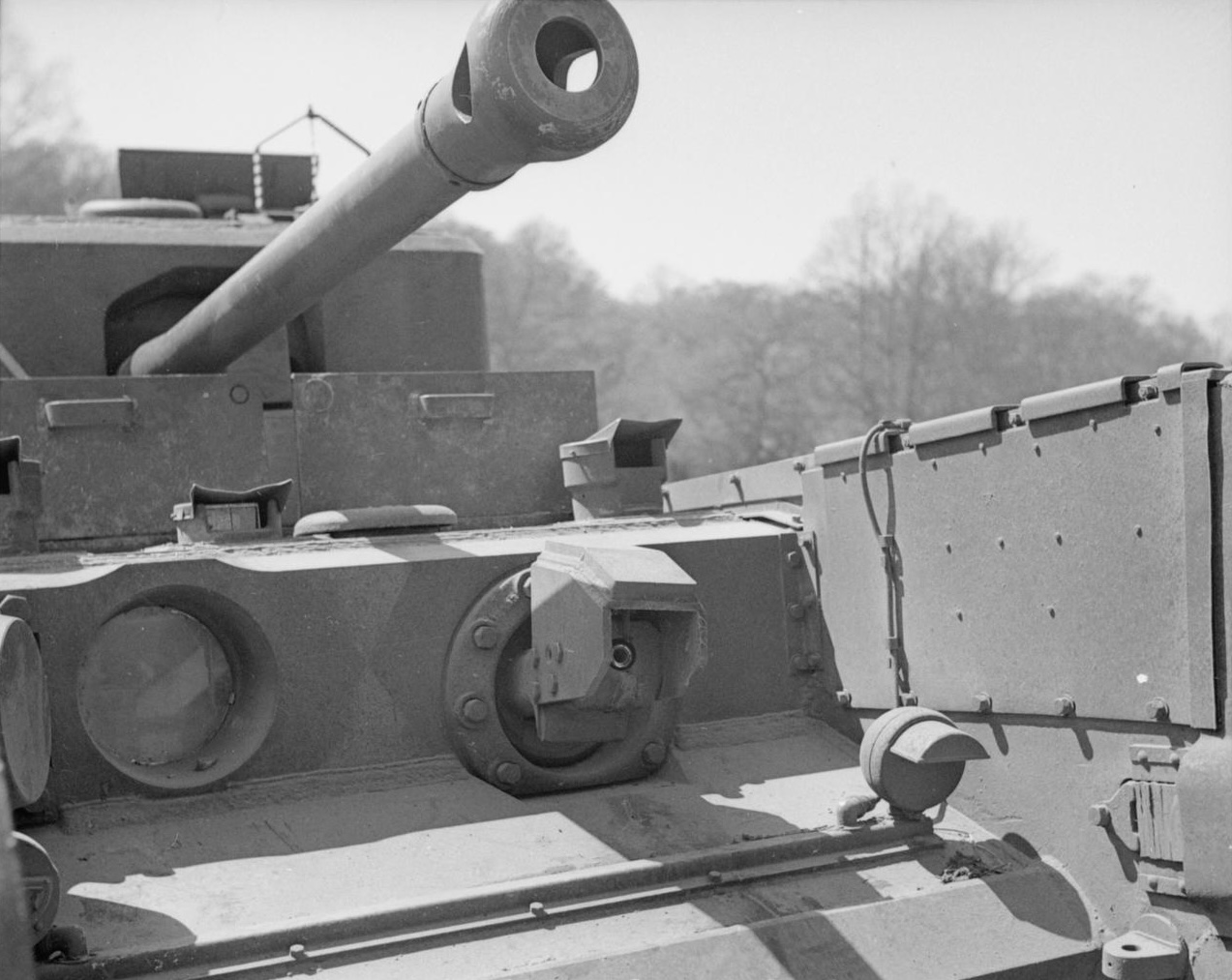
El lanzallamas del Crocodile, fotografiado durante unas pruebas en abril de 1944

El lanzador tenía un alcance de hasta 120 yardas (110 m), aunque algunas fuentes citan 150 yardas (137 m). El reaprovisionamiento de combustible tardaba al menos 90 minutos y la presurización alrededor de otros 15 minutos; la tripulación debía disponer la presión requerida en el remolque lo más cerca posible de la de uso, ya que no podía mantenerse por mucho tiempo. El combustible se proyectaba a razón de 4 galones (18,2 l) por segundo. Ardía incluso en el agua y podía usarse para incendiar bosques y casas. El lanzallamas era capaz de proyectar una ráfaga "húmeda" de combustible sin encender, rociando zanjas o puntos fuertes, que se incendiaba con una segunda ráfaga.

## Servicio
Utilizado por unidades de la 79 División Blindada en coordinación con el tanque Churchill y otros Funnies, el Crocodile era un arma de asalto efectiva, cuya amenaza podía inducir a las tropas enemigas a retirarse o rendirse. Era un arma especializada, limitada por el corto alcance de su lanzallamas. Por otro lado, se usó con mucho éxito contra los búnkeres, bastando algunas ráfagas incendiarias para dejar a las tropas enemigas fuera de combate. 
Los británicos consideraban que los aspectos del mecanismo eran tan secretos que las unidades averiadas, si no podían recuperarse, se destruían rápidamente por cualquier medio, incluso un ataque aéreo, si era necesario.
Los Crocodiles británicos apoyaron al ejército de EE. UU. en los combates en el bocage (los densos setos) de Normandía, en la Batalla de Brest y durante la Operación Clipper, el asalto angloamericano en Geilenkirchen. El Escuadrón C también apoyó el asalto de la 53 División Welch en Hertogenbosch en octubre de 1944.
Las unidades que usaron el Crocodile en el noroeste de Europa, generalmente como parte de la 31 Brigada Blindada, fueron:
- 1° Fife y Forfar de Caballería.
- 141 Real Regimiento Blindado (The Buffs, Real Regimiento East Kent) - El escuadrón C de la 13.ª Tropa, entró en acción en el primer día de la invasión de Normandía.
- 7° Real Regimiento de Tanques.

El proyector de llama era una poderosa arma psicológica, tan temida por los alemanes que las tripulaciones de los Crocodiles capturadas a menudo eran ejecutados sumariamente.
En Italia, la 25 Brigada de Asalto Blindada  también operó Crocodiles.
Desde finales de 1950 hasta su retirada en 1951, los Churchill Crocodiles sirvieron  en la Guerra de Corea como parte del Escuadrón C, 7° Real Regimiento de Tanques, en la Brigada 29.

## Vehículos conservados

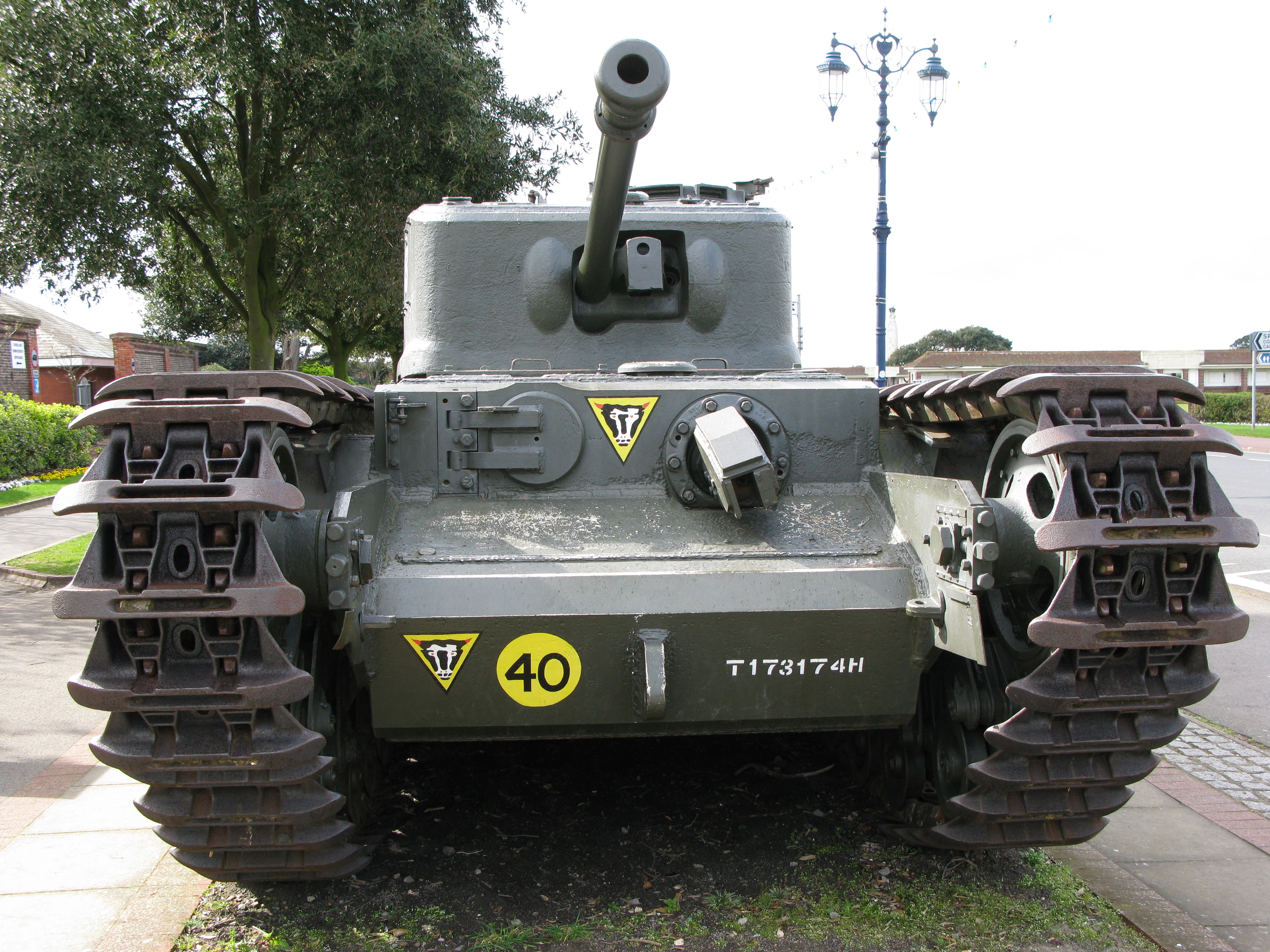
Un Churchill Crocodile en el museo del Día D, Portsmouth (2008)

Unidades del Mark VII Crocodile son propiedad de la Colección Muckleburgh en Norfolk; de la Colección Cobbaton Combat en Devon; del Museo de Eden Camp en North Yorkshire; del Museo del día-D en Portsmouth; de la colección Wheatcroft; del Museo de Blindados de Kubinka en Rusia y del Museo de los Regimientos, en Calgary, Alberta. Un Mark VIII se exhibe en el Museo del Real Cuerpo Blindado Australiano. Dos unidades (una de ellas operativa) son de propiedad privada en el Reino Unido. Otro ejemplar (también operativo) es de propiedad privada en los EE. UU. Un ejemplar, sin remolque, se exhibe en el Museo de la Batalla de Normandía de Bayeux y otro más, este con remolque, es propiedad del Museo de Tanques de Bovington. Por último, un ejemplar más con remolque se halla en la plaza de armas de Fort Montbarey en Brest (Bretaña); fue regalado al Memorial por la Reina Isabel II de Inglaterra.